# Фасовочка
Фасовочка (укр. Фасівочка) — село, входит в Бучанский район Киевской области Украины.
Население по переписи 2001 года составляло 538 человек. Почтовый индекс — 08000. Телефонный код — 4578. Занимает площадь 12,39 км². Код КОАТУУ — 3222755103.

## Местный совет
08000, Київська обл. Макарівський р-н, смт. Макарів, вул. Фрунзе, 30